# Giovanni Camillo Glorioso
Giovanni Camillo Glorioso (en latín Johannes Camillus Gloriosus) fue un matemático, físico y astrónomo de italiano, nacido en 1572 à Giffoni Valle Piana, murió el 8 de enero de 1643 en Nápoles.

## Vida
Giovanni Camillo Glorioso nació en 1572 en el seno de una familia de la baja nobleza en la región de Salerno; su paso por el Colegio del Nombre de Jesús de Nápoles le despertó un gran interés por las matemáticas. Fue su traslado a la región del Véneto a comienzos del siglo XVII, lo que le facilita el contacto con los principales círculos científicos del norte de Italia, al tiempo que formalizaba sus estudios, entablando relación con científicos de la talla de Johannes Schreck, Marin Getaldić o el propio Galileo Galilei por medio de correspondencia.
Fue al mismísimo Galileo a quien en 1604 solicitaría una plaza universitaria como profesor en el Véneto, hecho que no se materializaría hasta su salida hacia Florencia en 1610, sustituyéndole Glorioso como presidente del departamento de matemáticas de la universidad de Padua. En el marco de esta tupida red y sobre todo, debido a su educación, alejada del dogmatismo aristotélico, fue lo que le impulsó a criticar los fundamentos del cosmos tradicional aún sin llegar a declararse explícitamente partidario de la teoría heliocéntrica.
Tras abandonar su puesto en la universidad de Padua en 1622 por unas desavenencias salariales regresaría a Nápoles, retirándose de la enseñanza pero manteniendo una amplia correspondencia científica hasta su muerte en 1643.
Su carácter controvertido le empujó especialmente ya durante su retiro napolitano a incurrir en una serie de polémicas tanto astronómicas como matemáticas, siendo las mantenidas con Fortunio Liceti y Scipione Chiaramonti por su defensa del marco aristotélico, las más difundidas tanto por su extensión en el tiempo, como por críticos también de Galileo.